# Моріта Хідемаса
Моріта Хідемаса (яп. 守田 英正; нар. 10 травня 1995) — японський футболіст, що грає на позиції опорного півзахисника в португальскому «Спортінг» (Лісабон).

## Клубна кар'єра
У дорослому футболі дебютував 2018 року виступами за команду клубу «Кавасакі Фронтале».

## Кар'єра в збірній
Дебютував 2018 року в офіційних матчах у складі національної збірної Японії. У формі головної команди країни зіграв 3 матчі.

## Статистика виступів
| Збірна Японії | Збірна Японії | Збірна Японії |
| Рік           | Матчі         | Голи          |
| ------------- | ------------- | ------------- |
| 2018          | 2             | 0             |
| 2019          | 1             | 0             |
| Загалом       | 3             | 0             |

## Титули і досягнення
- Чемпіон Японії: 2018, 2020
- Володар Кубка Імператора Японії: 2020
- Володар Кубка Джей-ліги: 2019
- Володар Суперкубка Японії: 2019
- Чемпіон Португалії: 2023-24, 2024-25
- Володар Кубка Португалії: 2024-25